# Pleure pas my love
Pour plus de détails, voir Fiche technique et Distribution.
Pleure pas my love est un film français réalisé par Tony Gatlif, sorti en 1989.

## Fiche technique
- Titre français : Pleure pas my love
- Réalisation : Tony Gatlif
- Scénario : Tony Gatlif et Marie-Hélène Rudel
- Photographie : Jacques Loiseleux
- Montage :Claudine Bouché
- Musique : Raymond Alessandrini
- Production : Costa-Gavras
- Pays d'origine :  France
- Format : Couleurs - Mono
- Genre : drame
- Durée : 90 minutes
- Date de sortie : 1989

## Distribution
- Christiana Visentin Gajoni : La petite sorcière
- Fanny Ardant : Roxane
- Jean-Pierre Sentier : Baronski
- Rémi Martin : Fred Lary
- László Szabó : Olive
- Mylène : Simone Lary
- Ysabelle Lacamp : Anne Eschenbrenner
- Henri Déus : Yves Le Bel
- Fred Personne : Jules